# Малолітко Іван Федорович
Малолітко Іван Федорович (19 липня 1943, Павлиш, Онуфріївський район, Кіровоградська область) — народний депутат України 3-го скликання. 

## Життєпис
Народився Малолітко Іван Федорович 19 липня 1943 року в смт Павлиш (Онуфріївський район, Кіровоградська область).
У 1971 році — закінчив Кіровоградський державний педагогічний інститут, по спеціальності вчитель географії.
У 1988 році — випустився з Мелітопольського державного педагогічного інституту, по спеціальності вчитель фізичного виховання.

## Діяльність
1962—1965 роки — служба в радянській армії.  
1965—1968 роки — електрик управління механізації № 32, м. Москва; токар Крюківського вагонобудівного заводу в Кременчуці; голова Онуфріївської райради ДССТ "Колгоспник" Кіровоградської області. 
З 1968 року — вчититель географії та фізичного виховання Павлиської загальноосвітньої школи ім. В. О. Сухомлинського. 
З 1998 року — селищний голова смт. Павлиш. 

## Політична діяльність
Народний депутат України 3 скликання березня 1998 - квітня 2002 рр. від ПСПУ, № 7 в списку. На час виборів: вчитель Павлиської загальноосвітньої школи ім. В.Сухомлинського, член ПСПУ.  
Член фракції ПСПУ (травень 1998 - лютий 2000 рр.), член групи "Трудова Україна" (з вересня 2000 р.); член Комітету з питань науки і освіти (з липня 1998 р.). 
Квітень 2002 р. — кандидат в народні депутати України від КПУ, № 3 в списку. На час виборів: народний депутат України, член КПУ.
Представник КПУ в ЦВК (2002 р.), перший заступник голови КПУ.

## Нагороди
Почесна грамота КМ України (березень 2002 р.). 